# Nicolas Pays
 (juin 2025).
Motif : 9 matchs de Ligue 1, non admissible d'après WP:foot, les atteindra probablement mais création trop rapide, à surveiller
- Archive Wikiwix
- Bing
- Cairn
- DuckDuckGo
- E. Universalis
- Gallica
- Google
- G. Books
- G. News
- G. Scholar
- Persée
- Qwant
- (zh) Baidu
- (ru) Yandex
- (wd) trouver des œuvres sur Wikidata

| 1. | Préciser le motif de la pose du bandeau. | Précisez le motif de la pose du bandeau en utilisant la syntaxe suivante : {{admissibilité à vérifier\|date=juin 2025\|motif=remplacez ce texte par le motif}}                    |
| 2. | Informer les utilisateurs concernés.     | Pensez à avertir le créateur de l'article, par exemple, en insérant le code ci-dessous sur sa page de discussion : {{subst:avertissement admissibilité à vérifier\|Nicolas Pays}} |

Nicolas Pays, né le 7 juillet 2003 au Puy-en-Velay (France), est un footballeur français jouant au poste d'ailier droit au Montpellier HSC.

## Biographie

### En club
Né au Puy-en-Velay, Nicolas Pays commence à jouer au football à l'US Blavozy, club de Régional 1, en 2008. En 2015, il rejoint Le Puy Foot, où il évolue durant trois ans. Il intègre ensuite le centre de formation du Clermont Foot, avec lequel il atteindra la catégorie U19 puis la réserve en 2022. Cette même année, il quitte le club pour retrouver l'US Blavozy.         
Performant en R1, il est à nouveau recruté par Le Puy Foot, évoluant en National 2. Avec sept buts marqués en vingt-huit matchs toutes compétitions confondues, Pays réalise une bonne première saison avec sa nouvelle équipe. Il repart sur les mêmes bases lors de la saison 2024-2025, où son club domine son championnat et réalise un beau parcours en coupe de France. Lors du 1/32e de finale face au Montpellier HSC, il s'illustre en étant impliqué sur trois des quatre buts de son équipe, qui corrige le pensionnaire de Ligue 1 (4-0). L'entraîneur Jean-Louis Gasset l'encense alors publiquement en conférence de presse.        
Le 29 janvier 2025, Nicolas Pays rejoint le club héraultais pour trois ans et demi. Il fait ses débuts en Ligue 1 lors d'un déplacement à Strasbourg quelques jours plus tard. Auteur de bonnes prestations avec sa nouvelle équipe, il ne peut éviter la relégation montpelliéraine en fin de saison. Victime d'une fracture du métatarse face à l'Olympique de Marseille, sa saison est stoppée en avril, quatre semaines avant la fin du championnat.        

## Statistiques
| Saison                | Club                  | Championnat           | Championnat | Championnat | Championnat | Coupe(s) nationale(s) | Coupe(s) nationale(s) | Coupe(s) nationale(s) | Total | Total | Total |
| Saison                | Club                  | Division              | M.          | B.          | P.d.        | M.                    | B.                    | P.d.                  | M.    | B.    | P.d.  |
| 2022-2023             | US Blavozy            | Régional 1            | 16          | 5           | 2           | -                     | -                     | -                     | 16    | 5     | 2     |
| 2023-2024             | Le Puy Foot           | National 2            | 20          | 5           | 3           | 7                     | 2                     | 0                     | 27    | 7     | 3     |
| 2024-2025             | Le Puy Foot           | National 2            | 15          | 3           | 0           | 7                     | 4                     | 0                     | 22    | 7     | 0     |
| Sous-total            | Sous-total            | Sous-total            | 35          | 8           | 3           | 14                    | 6                     | 0                     | 49    | 14    | 3     |
| 2024-2025             | Montpellier HSC       | Ligue 1               | 9           | 0           | 0           | -                     | -                     | -                     | 9     | 0     | 0     |
| Total sur la carrière | Total sur la carrière | Total sur la carrière | 60          | 13          | 5           | 14                    | 6                     | 0                     | 74    | 19    | 5     |